# Szenzoros emlékezet
A szenzoros emlékezet azt a képességet jelenti, hogy az érzékelt információk által keltett benyomásokat az inger megszűnte után is meg tudjuk tartani, az észlelés utáni 200-500 milliszekundumot fedi le.

## A szenzoros emlékezet jellemzői
A szenzoros emlékezet akkor lép működésbe, amikor csak egy pillantást vetünk valamire, hogy azonosítsuk azt. Gyakran előfordul azonban az, hogy nem is egy megfigyelt objektumról kerül információ a szenzoros emlékezetbe, ez az esetek jelentős részében nem is tudatosul.
Legfőbb jellemzők:
- az információ belépése: figyelem előtti,
- az információ fenntartása: lehetetlen (valószínűtlen),
- az információ formája: a bemenő inger pontos másolata,
- az információ kapacitása: nagy, gyakran korlátlan,
- az információveszteség: gyors elhalványodás okán,
- az emléknyom: 1-2 mp-ig marad meg.

## A szenzoros emlékezet típusai

### Vizuális emlékezet
- Ikonikus emlékezet: rövid, mindössze egy milliszekundumos emléknyom az előző vizuális képről, amelyet az utána következő ingerek könnyen „maszkolnak”. Hallási megfelelője az echoikus emlékezet. Az vizuális emlékezet kutatásának úttörője Johann Andreas von Segner, aki már 1740-ben tanulmányozta ezt a jelenséget. Kísérleteiből megállapította, hogy legfeljebb 100 milliszekundumig marad meg a vizuális inger megszűnését követően. Megállapítását a későbbi kutatások csak megerősíteni tudták.

Segner kísérletei után több, mint egy évszázaddal a filozófus, Sir William Hamilton a vizuális emlékezet mennyiségi kapacitását tanulmányozta. Kísérletei arról adtak tanúbizonyosságot, hogy amennyiben az ingert kevés tárgy váltja ki, azokat még külön-külön észleljük, azonban több inger esetén már csoportosítást végzünk, így gyakorlatilag ugyanannyi csoportot tudunk felfogni, mint ahány darabot.
A téma kutatói között nem szabad megfeledkezni George Sperlingről, aki számos kísérletével feltárta az ikonikus emlékezet teljesítményét befolyásoló tényezőket. Ezek például: az ingert követő felület színe (sötét mező esetén tovább marad meg az emléknyom), fényessége (minél fényesebb a mező, annál alacsonyabb a felidézési teljesítmény, ez az úgynevezett fényességmaszkolás), az inger és a villanás közötti idő hossza (minél hosszabb, annál jobb a felidézési teljesítmény).
Michael T. Turvey kutatásai bebizonyították, hogy jelentős különbség van a fényességmaszkolás és a mintázatmaszkolás (inger után bemutatott mintázat, betű ingerek esetén betűtöredékeket mutatnak be az ingert követően) teljesítményre gyakorolt hatása között.
- Rövid távú vizuális emlékezet: egy rendszer, amely ideiglenesen

fenntartja a látott információt egy bizonyos állapotban. Eközben a látott inger egy stabilabb,
hosszútávú emlékké alakul át, vagyis tudatosul. Ez a vizuális információ tehát azonnal hozzáférhető a tudatosság számára. Kísérletek eredményei azt bizonyítják, hogy a rövid távú vizuális emlékeket nem maszkolják a közbe iktatott vizuális ingerek, amennyiben a kísérleti személy valami módon figyelmen kívül tudja hagyni. Viszont amennyiben a kísérleti személynek egy kapacitást lekötő feladatot kell elvégeznie az inger bemutatása után, akkor romlik a vizuális inger megtartásának képessége. Ez nem érvényes az ikonikus emlékezetre, ebből pedig arra következtethetünk, hogy a rövid távú vizuális és az ikonikus emlékezet két különálló rendszer.
- Hosszú távú vizuális emlékezet: a múltbeli élményekre vonatkozó információ potenciálisan állandó, de legalábbis hosszan tartó tárolása. Létezését és teljesítményét számos kutatás eredményei bizonyították már, például Raymond S. Nickerson kísérletei bebizonyították, hogy az inger bemutatása után még egy évvel is 63%-ban ki tudták választani a kísérleti személyek az egy évvel korábban látott képet az új, teljesen ismeretlen képek közül.

### Auditoros emlékezet
- Echoikus emlékezet: mindössze néhány milliszekundumig működik, nagyon hasonló tulajdonságokkal bír, mint a vizuális emlékezet egyik alrendszere, az ikonikus emlékezet. Jellemző, hogy a célinger észlelését károsítja az őt követő maszkinger, amennyiben a kettő ugyanabba a fülbe érkezik. Minél több idő telik el a két inger bemutatása között, annál inkább csökken a második inger felismeréséhez szükséges hangerősség.
- Rövid távú auditoros emlékezet: kapacitása körülbelül 5 mp, azaz 5 másodpercen belül zajlik le a hallott ingerek elhalványulása. Ez azonban megnőhet, amennyiben az ingert nem egy újabb inger, hanem csend követi.

Két rövid távú auditoros tárat különböztetünk meg, az egyik kapacitása 150 és 350 msec között van, a másiké pedig 2 és 20 másodperc között.
- Modalitás és toldalékhatások: amennyiben például egy számsort csak megmutatnak leírva, kevésbé tudjuk felidézni, mintha kimondják azt. Ezt modalitáshatásnak nevezik, de hozzá kell tenni, hogy eme előny csak az utolsó egy-két elem felidézésénél van jelen.

Toldalékhatásnak nevezzük azt a jelenséget, amikor a felidézendő auditoros információ elhangzása és a felidézés között még egy ingert hallunk. Ilyenkor a felidézés teljesítményét drasztikusan lecsökkentheti az úgynevezett zavaró inger. Nagyon fontos azonban, hogy a zavaró inger beszédhang vagy zenei hang. Ez utóbbi ugyanis sokkal kisebb mértékben csökkenti a felidézés teljesítményét.
- Hosszú távú auditoros emlékezet: korlátlan kapacitású végleges tároló. Az információkat elsősorban jelentésük alapján kódolja és tárolja. A felejtés oka a tárolás közben fellépő veszteség, illetve előhívási hiba következménye. Az auditoros emlékezet ezen fajtáját leggyakrabban zenészek példájával mutatják be, mint például Wolfgang Amadeus Mozart, aki elképesztő képességekkel bírt, ami a zenét illeti. Egyszeri hallás után leírta Allegri Miserere művének teljes partitúráját. Tehát ő már egyszeri hallás után tökéletesen eltárolta az egész mű partitúráját a hosszú távú auditoros emlékezetében.

## Lásd még
- Emlékezet